# Recife

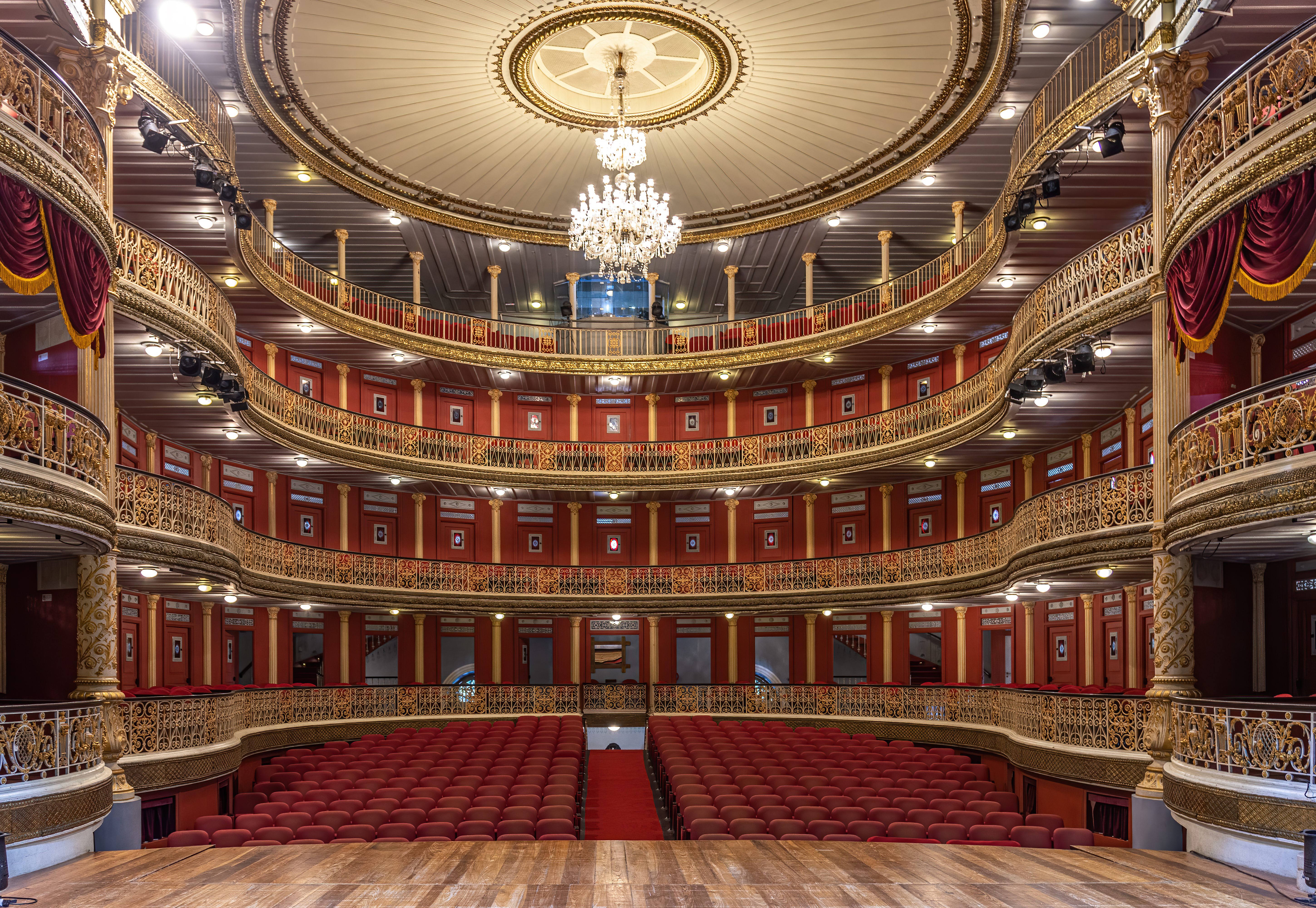
Interriör av Teatro de Santa Isabel.

Recife (uttal på portugisiska: [ʁeˈsifi]) är en stad och kommun med cirka 1,6 miljoner invånare i nordöstra Brasilien och är huvudstaden i delstaten Pernambuco. Hela storstadsområdet har cirka 3,9 miljoner invånare. Den är belägen vid atlantkusten och är en av det sydamerikanska fastlandets östligaste städer, endast marginellt västligare än João Pessoa.

## Historia
Recife grundades av portugisiska kolonisatörer den 12 mars 1537 och fick stadsrättigheter år 1823. Odling av sockerrör var från början en viktig näring i området runt Recife och den närliggande staden Olinda, där Recifes vältrafikerade hamn (något som Olinda saknade) gjorde att staden efter hand blev den mest betydande i regionen. Recife med omgivning var i holländsk besittning mellan 1630 och 1654.

## Befolkningsutveckling
| Område          | Areal (km²) | Invånarantal 1 augusti 2000 | Invånarantal 1 augusti 2010 | Invånarantal 1 juli 2014 |
| --------------- | ----------- | --------------------------- | --------------------------- | ------------------------ |
| Storstadsområde | 2 770,45    | 3 337 565                   | 3 690 547                   | 3 887 261                |
| Recife          | 218,44      | 1 422 905                   | 1 537 704                   | 1 608 488                |

## Storstadsområde
Recifes storstadsområde, Região Metropolitana do Recife, bildades officiellt den 8 juni 1973, och består sedan 1 januari 1997 av totalt 14 kommuner.
- Kommuner:
  - Abreu e Lima², Araçoiaba³, Cabo de Santo Agostinho¹, Camaragibe², Igarassu¹, Ilha de Itamaracá¹, Ipojuca², Itapissuma², Jaboatão dos Guararapes¹, Moreno¹, Olinda¹, Paulista¹, Recife¹, São Lourenço da Mata¹

¹ Del av storstadsområdet från och med bildandet den 8 juni 1973.

² Del av storstadsområdet från och med den 6 januari 1994.

³ Del av storstadsområdet från och med den 1 januari 1997.